# Роберт Фрост
Роберт Ли Фрост (енгл. Robert Frost; Сан Франциско, 26. март 1874 — Бостон, 29. јануар 1963) је био један од највећих америчких песника 20. века. Добио је четири Пулицерове награде. Његов рад је првобитно објављен у Енглеској пре него што је објављен у Сједињеним Државама. Познат по својим реалистичним приказима руралног живота и владању америчким колоквијалним говором, Фрост је често писао о амбијентима из руралног живота у Новој Енглеској почетком 20. века, користећи их за испитивање сложених друштвених и филозофских тема.
Рођен је у Сан Франциску и живео је у Калифорнији до своје једанаесте године. Фрост је одрастао као градско дете и своју прву песму је објавио у Лоренсу, Масачусетс. Похађао је колеџ Дармут и Универзитет Харвард, али није дипломирао. Након што је купио фарму у Дерију, Њу Хемпшир, постао је познат по свом искривљеном говору који је био руралан и личан.
Године 1912, је продао фарму и преселио се у Енглеску да би се у потпуности посветио писању. Његова прва књига поезије, Дечакова воља (A Boy's Will) је објављена наредне године. Вратио се у Америку 1915, купио фарму у Франконији, Њу Хемпшир, и започео каријеру као писац, учитељ и предавач.
Рецитовао је своје дело, "The Gift Outright", на инаугурацији председника Џона Кенедија, 1961. године и представљао је Сједињене Државе на неколико службених мисија.
Ученици у Америци често уче његову песму "Stopping by Woods on a Snowy Evening". Међу његовим познатијим песмама су: "Mending Wall", "Birches", "", "", "Ватра и лед", "The Road Not Taken", и "Directive". Након што је преминуо, 1963. године, Роберт Фрост је сахрањен на гробљу Олд Бенингтон, у Бенингтону, Вермонт. Универзитет Харвард му је доделио почасну диплому. За његовог живота Средња школа Роберт Фрост у Роквилу, Мериленд је названа по њему.

## Биографија

### Младост
Роберт Фрост је рођен у Сан Франциску, Калифорнија, у породици новинара Вилијама Прескота Фроста млађег и Изабел Муди. Његов отац води порекло од Николаса Фроста из Тивертона, Девон, Енглеска, који је 1634. допловио у Њу Хемпшир на Волфрани, а мајка му је била шкотска имигранткиња.
Фрост је био потомак Семјуела Еплтона, једног од раних досељеника у Ипсвичу, у Масачусетсу, и свештеника Џорџа Филипса, једног од првих досељеника у Вотертауну у Масачусетсу.
Фростов отац је био учитељ, а касније и уредник часописа San Francisco Evening Bulletin (који се касније спојио са The San Francisco Examiner), и неуспешан кандидат за градског порезника. Након његове смрти 5. маја 1885, породица се селила широм земље у Лоренс, Масачусетс, под патронатом Робертовог деде Вилијама Фроста, старијег, који је био надгледник у млину у Новој Енглеској. Фрост је завршио средњу школу Лоренс 1892. године. Фростова мајка се придружила Сведенборџијанској цркви, у којој је он крштен, али је он напустио ту цркву кад је одрастао.

### Одрасле године
Године 1894, продао је своју прву песму „Мој лептир. Елегија” (објављену у New York Independent од 8. новембра 1894.) за 15 долара (данас 434 долара). Поносан на свој успех, предложио је брак Елинор Миријам Вајт, али је она одбила, желећи да заврши колеџ (на Универзитету Сент Лоренс) пре него што се венчају. Фрост је затим отишао на екскурзију у Велику мрачну мочвару у Вирџинији и поново питао Елинор по повратку. Пошто је дипломирала, пристала је и венчали су се у Лоренсу у Масачусетсу 19. децембра 1895.
Фрост је похађао Универзитет Харвард од 1897. до 1899. године, али је добровољно напустио због болести. Непосредно пре своје смрти, Фростов деда је купио фарму за Роберта и Елинор у Дерију, Њу Хемпшир; Фрост је радио на фарми девет година док је писао рано ујутру и стварао многе песме које ће касније постати познате. На крају се показало да је његова пољопривреда била неуспешна и вратио се на поље образовања као наставник енглеског језика на Пинкертон академији у Њу Хемпширу од 1906. до 1911. године, затим у Њу Хемпширској нормалној школи (сада Плимутски државни универзитет) у Плимуту, Њу Хемпшир.
Године 1912. Фрост је са својом породицом отпловио у Велику Британију, настанивши се прво у Биконсфилду, малом граду у Бакингемширу изван Лондона. Његова прва књига поезије, Дечакова воља, објављена је следеће године. У Енглеској је стекао нека важна познанства, укључујући Едварда Томаса (члан групе познате као песници Димока и Фростова инспирација за „The Road Not Taken”), Т. Е. Халмеа и Езра Паунда. Иако ће Паунд постати први Американац који је написао повољан осврт на Фростово дело, Фрост је касније замерио Паундовим покушајима да манипулише његовом америчком прозодијом. Фрост је упознао или се спријатељио са многим савременим песницима у Енглеској, посебно након што су његова прва два тома поезије објављена у Лондону 1913. (Опорука дечака) и 1914. (Северно од Бостона).

## Радови

### Књиге поезије
- 1913. A Boy's Will. London: David Nutt (New York: Holt, 1915)[13]
- North of Boston. London: David Nutt. 1914.(New York: Holt, 1914)
  - "After Apple-Picking"
  - "The Death of the Hired Man"
  - "Mending Wall"
- Mountain Interval. New York: Holt. 1916.
  - "Birches"
  - "Out, Out"
  - "The Oven Bird"
  - "The Road Not Taken"
- Selected Poems. New York: Holt. 1923..
  - "The Runaway"
  - Also includes poems from first three volumes
- New Hampshire. New York: Holt. 1923.(London: Grant Richards, 1924) (Пулицерова награда за поезију)
  - "Fire and Ice"
  - "Nothing Gold Can Stay"
  - "Stopping by Woods on a Snowy Evening"
- Several Short Poems. New York: Holt. 1924.[14]
- Selected Poems. New York: Holt. 1928..
- West-Running Brook. New York: Holt. 1928.
  - "Acquainted with the Night"
- 1929. The Lovely Shall Be Choosers, The Poetry Quartos, printed and illustrated by Paul Johnston. Random House.
- Collected Poems of Robert Frost. New York: Holt. 1930.(UK: Longmans Green, 1930) (Пулицерова награда за поезију)
- 1933. The Lone Striker. US: Knopf
- Selected Poems: Third Edition. New York: Holt. 1934.
- Three Poems. Hanover, NH: Baker Library,. 1935.Dartmouth College.
- 1935. The Gold Hesperidee. Bibliophile Press.
- From Snow to Snow. New York: Holt. 1936..
- A Further Range. New York: Holt. 1936.(Cape, 1937) (Пулицерова награда за поезију)
- Collected Poems of Robert Frost. New York: Holt. 1939.(UK: Longmans, Green, 1939)
- A Witness Tree. New York: Holt. 1942.(Cape, 1943) (Пулицерова награда за поезију)
  - "The Gift Outright"
  - "A Question"
  - "The Silken Tent"
- Come In, and Other Poems. New York: Holt. 1943..
- Steeple Bush. New York: Holt. 1947.
- Complete Poems of Robert Frost. New York: Holt. 1949.(Cape, 1951)
- 1951. Hard Not To Be King. House of Books.
- Aforesaid. New York: Holt. 1954..
- A Remembrance Collection of New Poems. New York: Holt. 1959..
- You Come Too. New York: Holt. 1959.(UK: Bodley Head, 1964)
- 1962. In the Clearing. New York: Holt Rinehart & Winston
- The Poetry of Robert Frost. New York: Holt Rinehart. 1969.& Winston.

### Драме
- 1929. A Way Out: A One Act Play (Harbor Press).
- 1929. The Cow's in the Corn: A One Act Irish Play in Rhyme (Slide Mountain Press).
- 1945. A Masque of Reason (Holt).
- 1947. A Masque of Mercy (Holt).

### Писма
- 1963. The Letters of Robert Frost to Louis Untermeyer (Holt, Rinehart & Winston; Cape, 1964).
- 1963. Robert Frost and John Bartlett: The Record of a Friendship, by Margaret Bartlett Anderson (Holt, Rinehart & Winston).
- 1964. Selected Letters of Robert Frost (Holt, Rinehart & Winston).
- 1972. Family Letters of Robert and Elinor Frost (State University of New York Press).
- 1981. Robert Frost and Sidney Cox: Forty Years of Friendship (University Press of New England).
- 2014. The Letters of Robert Frost, Volume 1, 1886–1920, edited by Donald Sheehy, Mark Richardson, and Robert Faggen. Belknap Press.  978-0674057609. (811 pages; first volume, of five, of the scholarly edition of the poet's correspondence, including many previously unpublished letters.)
- 2016. The Letters of Robert Frost, Volume 2, 1920–1928, edited by Donald Sheehy, Mark Richardson, Robert Bernard Hass, and Henry Atmore. Belknap Press.  978-0674726642. (848 pages; second volume of the series.)

### Друго
- 1957. Robert Frost Reads His Poetry. Caedmon Records, TC1060. (spoken word)
- 1966. Interviews with Robert Frost (Holt, Rinehart & Winston; Cape, 1967).
- 1995. Collected Poems, Prose and Plays, edited by Richard Poirier. Library of America.  978-1-883011-06-2. (omnibus volume.)
- 2007. The Notebooks of Robert Frost, edited by Robert Faggen. Harvard University Press.[15]

### Библиотеке
- Robert Frost Collection in Special Collections, Jones Library, Amherst, MA
- Robert Frost book collection and Robert Frost papers at the University of Maryland Libraries
- The Victor E. Reichert Robert Frost Collection  from the University at Buffalo Libraries Poetry Collection
- Robert Frost Collection at Dartmouth College Library

### Електронска издања
- Works by Роберт Фрост in eBook form на сајту
- Robert Frost на сајту Пројекат Гутенберг (језик: енглески)
- Дела Robert Frost на сајту Фејдид пејџ Канада

- Роберт Фрост на сајту Internet Archive (језик: енглески)
- Robert Frost reading his poems at Harper Audio (recordings from 1956)